# Zuidelijke Overgangsraad

Logo van de Zuidelijke Overgangsraad

De Zuidelijke Overgangsraad (Arabisch: المجلس الانتقالي الجنوبي al-Majlis al-Intiqālī l-Janūbiyy, Engels: Southern Transitional Council of STC) is een afscheidingsbeweging in het zuiden van Jemen die streeft naar de heroprichting van Zuid-Jemen met de bijbehorende grenzen van destijds. De raad wordt geleid door president Aidarus al-Zoubaidi en vice-president Hani Bin Breik.
Tot de overgangsraad behoren de gouverneurs van vijf van de zuidelijke gouvernementen (waaronder Socotra). De Overgangsraad heeft De facto de macht over een deel van het zuiden van het land en de Socotra-archipel.
De Overgangsraad wordt financieel en militair gesteund door de Verenigde Arabische Emiraten. Het politieke orgaan wordt internationaal niet erkend.

## Doelen
Al-Zoubaidi stelde op het congres in mei 2023 dat de Zuidelijke Overgangsraad een seculier-nationalistisch karakter heeft en daarmee tegenover een theocratisch systeem staat, zoals gepropageerd door de islamistische soennitische al-Islah en de islamistische sjiitische Houthi's. De Zuidelijke Overgangsraad is sterk gekant tegen Iraanse pogingen om de strategische zeestraat Bab el Mandeb en de Rode Zee te beheersen met behulp van hun Houthi-proxies.
Hoewel de beweging feitelijk gericht is op een eigen staat, is in het kader van het vormen van een gezamenlijk front in de strijd tegen de Houthi's onder druk van de coalitie van de Saoedi's en Emiraten in 2022 ingezet op integratie van de Zuidelijke Beweging in de nationale regering. Daartoe moest tegenstander en president al-Hadi het veld ruimen en werd de Zuidelijke Overgangsraad opgenomen in de nieuwe Presidentiële Leiderschapsraad, waarvan al-Zoubaidi vice-president is.

## Geschiedenis

### Voorgeschiedenis
De Democratische Volksrepubliek Jemen of Zuid-Jemen was vanaf 1964 de enige Arabische staat met een marxistische oriëntatie. In reactie op de ineenstorting van de Sovjet-Unie en het Oostblok besloot de republiek in 1990 samen te gaan met de conservatieve Jemenitische Arabische Republiek of Noord-Jemen. In 1994 probeerden Zuid-Jemenitische politici in reactie op politieke en economische problemen Zuid-Jemen weer onafhankelijk te verklaren als de Democratische Republiek Jemen. Deze poging mislukte echter: in de daaropvolgende Jemenitische Burgeroorlog werd het land binnen een jaar ingenomen. Na de oorlog werden honderdduizenden Zuid-Jemenieten ontslagen uit het ambtenarenapparaat en het leger. In 2007 vormden zij de basis van de Zuidelijke Beweging (al-Hirak), de onafhankelijkheidsbeweging in Zuid-Jemen, die de staat wil herstellen binnen de grenzen van vóór 1990.

### Ontstaan

Historische verklaring van Aden van 4 mei 2017, waarmee de Zuidelijke Overgangsraad feitelijk werd opgericht.

De aanleiding voor de oprichting van de Zuidelijke Overgangsraad ligt in een conflict met de Jemenitische regering over de aanwezigheid van Emiratische troepen in de stad Aden. Deze troepen dienden ter ondersteuning van de militaire interventie van de Emirati, die voor het beheersen van de havens (tegen invallen van AQAS en IS) die daarvoor nodig waren, banden aanging met lokale milities, waaronder steeds meer milities die voorstander waren van een nieuw onafhankelijk Zuid-Jemen. De Emiraten waren op hun beurt boos op de Jemenitische regering, die banden aangegaan was met de islamistische groepering Al-Islah. Deze partij, die gesteund wordt door Saoedi-Arabië en ervan verdacht wordt ideologisch sterk verbonden te zijn aan de Moslimbroederschap, een vijand van de Emiraten en de Zuidelijke Beweging. President al-Hadi vond ondertussen dat de Emirati optraden als 'bezetters' en vond dat major-generaal en gouverneur Aidarus al-Zoubaidi te nauwe banden met hen onderhield. Daarom zette hij hem af als gouverneur per presidentieel decreet op 27 april 2017. Dit bevel leidde tot grote protesten in de stad als steun voor de populaire gouverneur. Al-Zoubaidi hield daarop op 4 mei in het district Khormaksar op het 'Vrijheidsplein' van Aden (daarvoor bekend als 'Tentoonstellingsplein') een toespraak die de 'Historische verklaring van Aden' werd gedoopt. Op 11 mei werd daarop met hulp en steun van de Emiraten uit met name elementen van de Zuidelijke Beweging de Zuidelijke Overgangsraad opgericht met al-Zoubaidi als leider. Al-Hadi verklaarde de raad meteen 'onwettig'.
Op 10 juli 2017 erkende de raad het gezag van al-Hadi en beloofde hem te vervangen als hij er niet in zou slagen het land te besturen. In oktober 2017 werd de Nationale Vergadering van de Raad opgericht met 303 leden. Op 23 december 2017 vond de openingssessie van de Nationale Vergadering plaats, waarbij voormalig Minister van Staat Hani Bin Breik tot president werd gekozen.

### Militaire strijd
Op 21 januari 2018 stelde de Zuidelijke Overgangsraad een zevendaags ultimatum aan president al-Hadi om de van corruptie beschuldigde regering van premier Ahmed Bin Dagher te ontslaan en deze te vervangen door een regering van technocraten.
Op 28 januari 2018, kort nadat het ultimatum was verstreken, namen Zuid-Jemenitische troepen de controle over de regeringszetel over, het begin van de Slag om Aden. Troepen van de Zuidelijke Overgangsraad en hun elite-eenheid de al-Hizambrigade ('veiligheidsgordel') pleegden daarmee een staatsgreep in de stad. Op 30 januari controleerden de troepen bijna de hele stad Aden. Aan het eind van de dag stopten de gevechten na bemiddeling door de Arabische militaire coalitie. Aan het einde van deze onderhandelingen droegen de Zuid-Jemenitische troepen drie militaire bases over en hieven de belegering op van het presidentiële al-Maachiqpaleis. Al-Zoubaidi verklaarde dat daarmee een proces in gang was gezet om de heerschappij van Hadi over het zuiden omver te werpen.
In augustus 2019 brak er een nieuwe Slag om Aden uit tussen Zuid-Jemenitische troepen en regeringstroepen na een Houthi-aanval op een militaire parade van de Zuid-Jemenitische al-Hizambrigade. Na twee dagen van gevechten namen Zuid-Jemenitische troepen op 10 augustus de controle over drie militaire kazernes en het presidentiële paleis over. De volgende dag voerde Saoedi-Arabië een luchtaanval uit om de separatisten te dwingen zich terug te trekken uit een positie die de dag ervoor was ingenomen. De Zuidelijke Overgangsraad stemde in met een staakt-het-vuren en toonde zich bereid om onderhandelingen aan te gaan onder leiding van Saoedi-Arabië. Op 28 augustus trokken regeringstroepen Aden weer binnen. Daarbij werden ze nu echter zelf bestookt door de Emiratische Luchtmacht om hun opmars te verhinderen. Op 29 augustus heroverden Zuid-Jemenitische troepen daarop Aden weer. Ook in de gouvernementen Shabwah en Abyan werd gevochten.

### Integratie in de regering
In november 2019 werd na ruim twee maanden onderhandelen onder druk van de bedreiging door de Houthi's onder begeleiding van de Saoedi's de Overeenkomst van Riaad getekend, waarbij de Jemenitische regering de Zuidelijke Overgangsraad erkende als onderdeel van de regering in ruil voor het opgeven van de militaire posities en integratie van de troepen in het Jemenitische leger. Deze overeenkomst werd in de praktijk echter grotendeels genegeerd en leidde alleen tot het handhaven van de de facto-situatie.

Territoriale situatie in Jemen. Het gele deel wordt beheerst door de Zuidelijke Overgangsraad, het rode door de Jemenitische regering en het groene door de Houthi's.

In januari 2020 stapte de Zuidelijke Overgangsraad uit de overleggen met de Jemenitische regering en op 26 april 2020 riep zij -omdat zij vond dat de regering van Hadi er niet in geslaagd was de Riaad-akkoorden tot uitvoering te brengen- vervolgens zelfbestuur uit over de door haar beheerste gebieden. Aanvankelijk alleen in Aden, maar in juni ook op Socotra.
Eind juli werd het zelfbestuur formeel weer ingetrokken in verband met nieuwe gesprekken over het vormen van een gezamenlijke regering. In december 2020 werd in een nieuwe poging om weer 1 front tegen de Houthi's te kunnen vormen met steun van Saoudi-Arabië een nieuw Jeminitisch kabinet van nationale eenheid met een gelijk aantal afgevaardigden van de noordelijke en zuidelijke regio's gevormd. In april 2022 trad al-Hadi af als president en werd de Zuidelijke Overgangsraad formeel onderdeel van de nieuwe Presidentiële Leiderschapsraad met al-Zoubaidi als vice-president onder de nieuwe leider Rashad al-Alimi. In augustus 2022 werd echter het Zuid-Jemenitisch Offensief gelanceerd door de Zuidelijke Overgangsraad tegen zowel de Presidentiële Leiderschapsraad (echter met name tegen elementen van al-Islah) en vervolgens vooral de AQAS als de Houthi's. Daarbij wisten de zuidelijke troepen veel terrein te winnen in Shabwah, Abyan en Hadramaut.

Desondanks bleef de Overgangsraad onderdeel van de Presidentiële Leiderschapsraad. In mei 2023 werd op een congres van de Zuidelijke Overgangsraad besloten dat deelname van de Zuidelijke Overgangsraad aan het al jaren lopende Jemenitische vredesproces alleen kan geschieden binnen een 'onafhankelijk kader'. Al-Zoubaidi benoemde daarbij nog twee sympathisanten in de Presidentiële Leiderschapsraad, waardoor deze vanaf dat moment 3 van de 8 zetels daarbinnen bekleed.

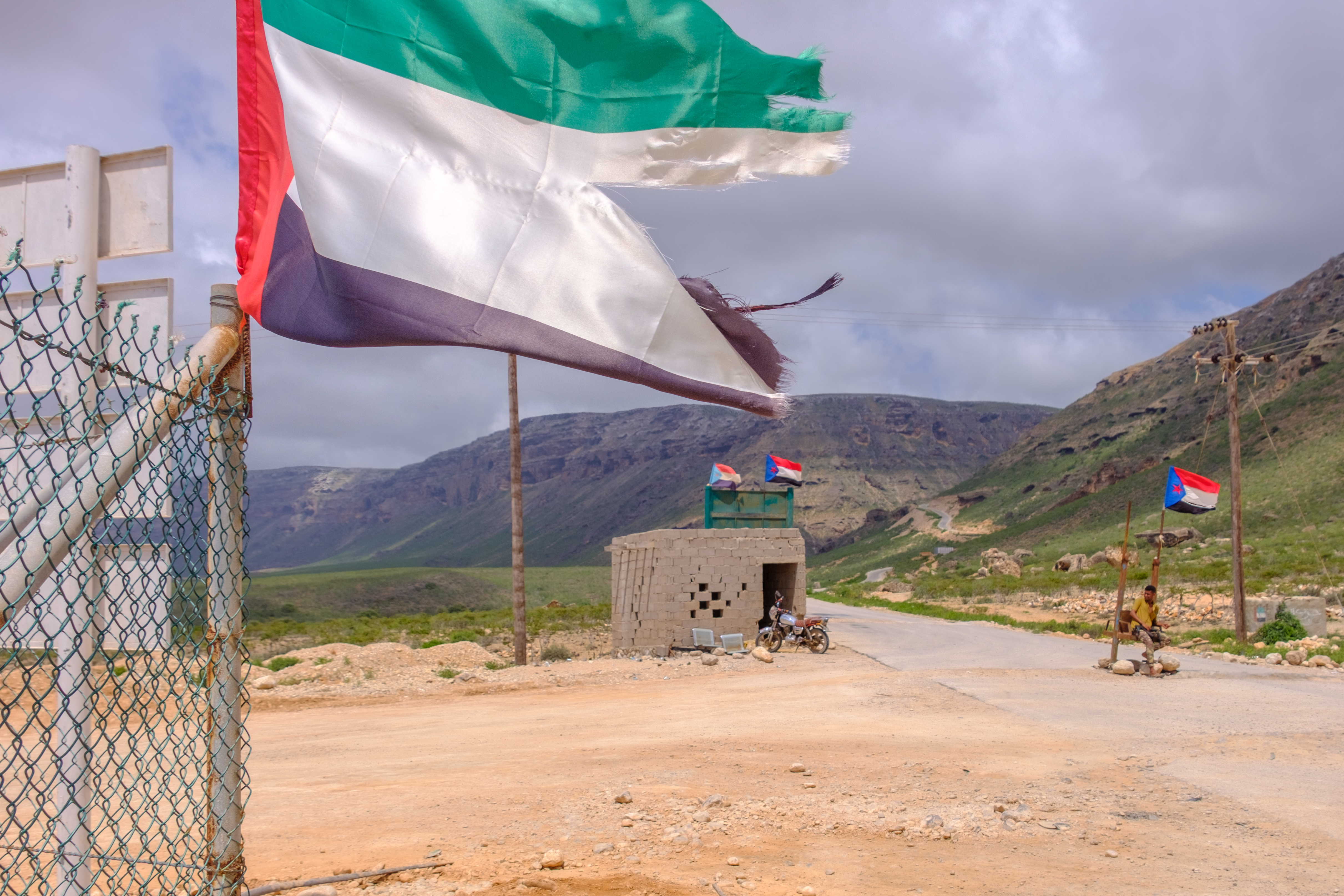
Wegversperring van de Zuidelijke Overgangsraad in het zuiden van Socotra ter bewaking van een benzinestation. Dit benzinestation werd bekostigd door de Emiraten, waarvan de vlag op de voorgrond zichtbaar is.